# Certified Lover Boy
A Certified Lover Boy Drake kanadai rapper hatodik stúdióalbuma, amely 2021. szeptember 3-án jelent meg az OVO Sound és a Republic Records kiadókon keresztül. Eredetileg 2021 elején adták volna ki, de elhalasztották.
Az albumon közreműködött Kid Cudi, Jay-Z, Lil Wayne, Lil Baby, Lil Durk, Young Thug, Giveon, Travis Scott, Future, Yebba, 21 Savage, Project Pat, Tems, Ty Dolla Sign és Rick Ross.

## Háttér
2019 áprilisában Drake bejelentette, hogy elkezdett dolgozni az új albumon. 2019. december 10-én fellépett DaBaby torontói koncertjén, ahol azt mondta, hogy dolgozik a lemezen: „Hazamegyek és megpróbálom befejezni ezt az albumot.” Márciusban, Instagramon Drake elismerte, hogy a Not Around, amely kiszivárgott (és végül átnevezett TSUra), szerepelni fog a Certified Lover Boyon. Ugyanebben a hónapban Boi-1da és Drake két kislemez részleteit is megmutatta a Verzuz közben. A két részlet az I Did és az In the Cut volt, Roddy Ricch-csel. Órákkal a Dark Lane Demo Tapes megjelenése előtt Drake bejelentette hatodik stúdióalbumát, illetve, hogy 2020 végén fog megjelenni.
Később megmutatott még két dalt, a Lie to Met és a Greecet, amelyek közül az utóbbi egy közreműködés volt DJ Khaleddal. 2020. július 29-én Drake hangmérnöke, Noel Cadastre azt mondta, hogy a lemez 90%-a már kész volt. 2020. augusztus 14-én a rapper bejelentette az album címét. Októberben azt nyilatkozta, hogy a Certified Lover Boy 2021 januárjában fog megjelenni, de ezt elhalasztották miután megsérült Drake elülső keresztszalagja.

## Kiadás, népszerűsítés
2020. május 1-én Drake kiadta Dark Lane Demo Tapes mixtape-jét, amelyet mindössze órákkal megjelenése előtt jelentett be. Ezek mellett elmondta, hogy az akkor még címtelen hatodik stúdióalbumát 2020 harmadik negyedében fogja kiadni. Ugyan az album nem jelent meg nyáron, augusztusban kiadott róla egy kislemezt, a Laugh Now Cry Latert (ami az album végső kiadására nem került fel). Október 24-én megosztotta a lemez előzetesét, bejelentve, hogy 2021 januárjában fog megjelenni. Odell Beckham Jr. amerikai futballista később azt mondta, hogy az album 2021. január 1-én várható. Az előzetes hivatkozott korábbi Drake-mixtapekre és stúdióalbumokra, mint a So Far Gone (2009), Take Care (2011), Nothing Was the Same (2013) és a Dark Lane Demo Tapes (2020). 2021 januárjában a rapper bejelentette, hogy az albumot nem fogja kiadni abban a hónapban.
2021. március 5-én Drake kiadta Scary Hours 2 középlemezét. A lemezen három dal szerepel és közreműködött rajta Lil Baby és Rick Ross. A What's Next kislemez mellé videóklip is megjelent. A dalok a Billboard Hot 100 első három helyén debütáltak. Áprilisban Drake szerepelt a YSL Records Solid dalán, amely eredetileg szerepelt volna a Certified Lover Boyon, de a halasztás miatt Gunnának adta.
2021 augusztusában Drake elmondta, hogy az album „készen áll. Alig várom, hogy kiadhassam.” Augusztus 27-én megosztotta az album kiadási dátumát az ESPN SportsCenter műsorán. Később ezt ismét megerősítette, kiposztolva az album borítóját, augusztus 30-án. Ugyanezen a napon megjelentek hirdetőtáblák Torontóban, az album dalszövegeivel.
Szeptember 1-én, két nappal a lemez kiadása előtt az Egyesült Államokban, Kanadában és Nigériában is hirdetőtáblákkal kezdte népszerűsíteni az albumot, a közreműködő előadókat bejelentve rajtuk. Egy atlantai tábla jelentette be 21 Savage-et, Futuret, Lil Babyt, és Young Thugot, egy chicagói Lil Durköt, és egy New York-i a 'GOAT'-ot, amely valószínűleg Jay-Z-re utal. Memphisben jelentette be Yebbát és Project Patet, míg Tems Lagosban volt bemutatva. A következő napokban bejelentette Kid Cudit Clevelandben, Rick Rosst Miamiban, Travis Scottot Houstonban és Lil Waynet Torontóban, akit Drake „a legjobb élő rapper”-nek nevezett.

## Albumborító
Az album borítóján tizenkét emodzsi látható, amelyek terhes nőket ábrázolnak, különböző haj-, és bőrszínekkel. Damien Hirst angol művész tervezte. A borítót kritizálták mind szakértők, mind rajongók. Rondának, lustának és nevetségesnek nevezték.

## Számlista
| Certified Lover Boy | Certified Lover Boy                                           | Certified Lover Boy | Certified Lover Boy | Certified Lover Boy | Certified Lover Boy | Certified Lover Boy | Certified Lover Boy | Certified Lover Boy | Certified Lover Boy |
|                     | Cím                                                           | Szerző(k) | Hossz               |                     |                     |                     |                     |                     |                     |
| ------------------- | ------------------------------------------------------------- | --- | ------------------- | ------------------- | ------------------- | ------------------- | ------------------- | ------------------- | ------------------- |
| 1.                  | Champagne Poetry                                              | Aubrey Graham Noah Shebib Micah Davis Maneesh Bidaye John Lennon Paul McCartney Jack Lawrence Gabriel Hardeman Jr.                                                                                       | 5:36                |                     |                     |                     |                     |                     |                     |
| 2.                  | Papi's Home                                                   | Graham Raynford Humphrey Jonathan Priester Jarrel Young Mark Borino Oriyomi Ojelade Montell Jordan Anthony Crawford                                                                                      | 2:58                |                     |                     |                     |                     |                     |                     |
| 3.                  | Girls Want Girls (Lil Baby közreműködésével)                  | Graham Dominique Jones Ozan Yildirim Mathias Liyew | 3:41                |                     |                     |                     |                     |                     |                     |
| 4.                  | In the Bible (Lil Durk és Giveon közreműködésével)            | Graham Durk Banks Giveon Evans Shebib Leon Thomas III Eliel Brown Austin Schindler Simon Gebrelul | 4:56                |                     |                     |                     |                     |                     |                     |
| 5.                  | Love All (Jay-Z közreműködésével)                             | Graham Shawn Carter Yildirim Dylan Cleary-Krell Thomas Khristopher Riddick-Tynes Christopher Wallace Sean Combs Steven Jordan                                                                            | 3:48                |                     |                     |                     |                     |                     |                     |
| 6.                  | Fair Trade (Travis Scott közreműködésével)                    | Graham Jacques Webster II Yildirim Ebony Oshunrinde Jahaan Sweet Paul Poli Charlotte Wilson Kenneth Edmonds Varrel Wade Marcus Reddick Brandon Banks Kyla Moscovich Michael Gordon Dernst Emile Teo Halm | 4:51                |                     |                     |                     |                     |                     |                     |
| 7.                  | Way 2 Sexy (Future és Young Thug közreműködésével)            | Graham Nayvadius Wilburn Jeffery Williams Bryan Simmons Lesidney Ragland Fred Fairbrass Richard Fairbrass Robert Manzoli                                                                                 | 4:17                |                     |                     |                     |                     |                     |                     |
| 8.                  | TSU                                                           | Graham Robert Kelly Harley Arsenault Noel Cadastre Ronald Coleman F. Hills Christopher Cross Justin Timberlake Timothy Mosley                                                                            | 5:08                |                     |                     |                     |                     |                     |                     |
| 9.                  | N 2 Deep (Future közreműködésével)                            | Graham Wilburn S. Carter Arsenault Kaushik Barua Shebib Alex Lustig Cadastre [ernard Freeman Chad Butler Jay Jenkins Joseph McVey Leroy Williams Jr.                                                     | 4:33                |                     |                     |                     |                     |                     |                     |
| 10.                 | Pipe Down                                                     | Graham Thomas Robert Fairfax III Hady Moamer Anthoine Walters Gebrelul Derek Kastal L. Camejo | 3:25                |                     |                     |                     |                     |                     |                     |
| 11.                 | Yebba's Heartbreak (Yebba közreműködésével)                   | Abigail Smith James Francies | 2:13                |                     |                     |                     |                     |                     |                     |
| 12.                 | No Friends In the Industry                                    | Graham Yildirim Anderson Hernandez Nicolas Frascona Robert DeBarge Jr. Gregory Williams | 3:24                |                     |                     |                     |                     |                     |                     |
| 13.                 | Knife Talk (21 Savage és Project Pat közreműködésével)        | Graham Shéyaa Abraham-Joseph Patrick Houston Leland Wayne Peter Lee Johnson Jordan Houston Rakim Mayers                                                                                                  | 4:02                |                     |                     |                     |                     |                     |                     |
| 14.                 | 7AM on Bridle Path                                            | Graham Ronald LaTour Cleary-Krell David Duodu Bidaye | 3:59                |                     |                     |                     |                     |                     |                     |
| 15.                 | Race My Mind                                                  | Graham Shebib Scott Zhang Nile Goveia Wallace Osten Harvey Herman Blount David Axelrod J. Johnson | 4:29                |                     |                     |                     |                     |                     |                     |
| 16.                 | Fountains (Tems közreműködésével)                             | Graham Temilade Openiyi Tresor Riziki | 3:12                |                     |                     |                     |                     |                     |                     |
| 17.                 | Get Along Better (Ty Dolla Sign közreműködésével)             | Graham Tyrone Griffin Jr. Anthony Jeffries Shebib Cadastre | 3:49                |                     |                     |                     |                     |                     |                     |
| 18.                 | You Only Live Twice (Lil Wayne és Rick Ross közreműködésével) | Graham Dwayne Carter William Roberts Roosevelt Harrell III Brian Reid | 3:33                |                     |                     |                     |                     |                     |                     |
| 19.                 | IMY2 (Kid Cudi közreműködésével)                              | Graham Scott Mescudi Arsenault Clifford Owuor Ayoub Benfaress Kaniel Castañeda Eddy Bezimana Dounia Aznou                                                                                                | 4:12                |                     |                     |                     |                     |                     |                     |
| 20.                 | Fucking Fans                                                  | Graham Jahron Brathwaite Cadastre Shebib Peter Ring | 4:05                |                     |                     |                     |                     |                     |                     |
| 21.                 | The Remorse                                                   | Graham Shebib Anthony Hamilton | 5:51                |                     |                     |                     |                     |                     |                     |
| 86:14               |                                                               | |                     |                     |                     |                     |                     |                     |                     |

Háttérénekesek
- Papi's Home: Nicki Minaj
- Fucking Fans: PartyNextDoor
- The Remorse: Anthony Hamilton

## Slágerlisták
| Slágerlista (2021)                     | Legmagasabb pozíció |
| -------------------------------------- | ------------------- |
| Ausztrál Albumok (ARIA)                | 1                   |
| Osztrák Albumok (Ö3 Austria)           | 3                   |
| Belga Albumok (Ultratop Flanders)      | 2                   |
| Belga Albumok (Ultratop Wallonia)      | 3                   |
| Kanadai Albumok (Billboard)            | 1                   |
| Cseh Albumok (ČNS IFPI)                | 5                   |
| Dán Albumok (Hitlisten)                | 1                   |
| Holland Albumok (Album Top 100)        | 1                   |
| Finn Albumok (Suomen virallinen lista) | 3                   |
| Francia Albumok (SNEP)                 | 3                   |
| Német Albumok (Offizielle Top 100)     | 3                   |
| Ír Albumok (OCC)                       | 1                   |
| Olasz Albumok (FIMI)                   | 2                   |
| Litván Albumok (AGATA)                 | 1                   |
| Új-Zéland-i Albumok (RMNZ)             | 1                   |
| Norvég Albumok (VG-lista)              | 1                   |
| Svéd Albumok (Sverigetopplistan)       | 2                   |
| Svájci Albumok (Schweizer Hitparade)   | 2                   |
| UK Albums (OCC)                        | 1                   |
| UK R&B Albumok (OCC)                   | 2                   |
| US Billboard 200                       | 1                   |
| US Top R&B/Hip-Hop Albums (Billboard)  | 1                   |

## Kiadások
| Régió       | Dátum               | Formátum                         | Kiadó        | For.   |
| ----------- | ------------------- | -------------------------------- | ------------ | ------ |
| Világszerte | 2021. szeptember 3. | - digitális letöltés - streaming | OVO Republic | [ 50 ] |